# Крутые чуваки
«Крутые чуваки» (англ. Bad Asses; 2014) — боевик с Дэнни Трехо и Дэнни Гловером, продолжение фильма 2011 года «Крутой чувак».

## Сюжет
Фрэнк Вега мало похож на настоящего героя, тем не менее, когда нужно надрать задницы бандитам — ему нет равных. На этот раз Фрэнк вступает в конфронтацию с наркоторговцами, взявшими под контроль улицы Лос-Анджелеса и насаждающими свои порядки в городе. Но поскольку даже для Фрэнка слишком тяжело в одиночку сражаться с целой армией наемников, он обращается за помощью к своему приятелю Берни. Вместе они легко очистят здешние улицы от всяких засранцев!

## В ролях
| Актёр            | Роль           |
| ---------------- | -------------- |
| Дэнни Трехо      | Фрэнк Вега     |
| Дэнни Гловер     | Берни Поп      |
| Жаклин Обрадорс  | Розария        |
| Эндрю Дивофф     | консул Геррера |
| Игнасио Серричио | Адольфо        |